# Secchiello (liturgia)

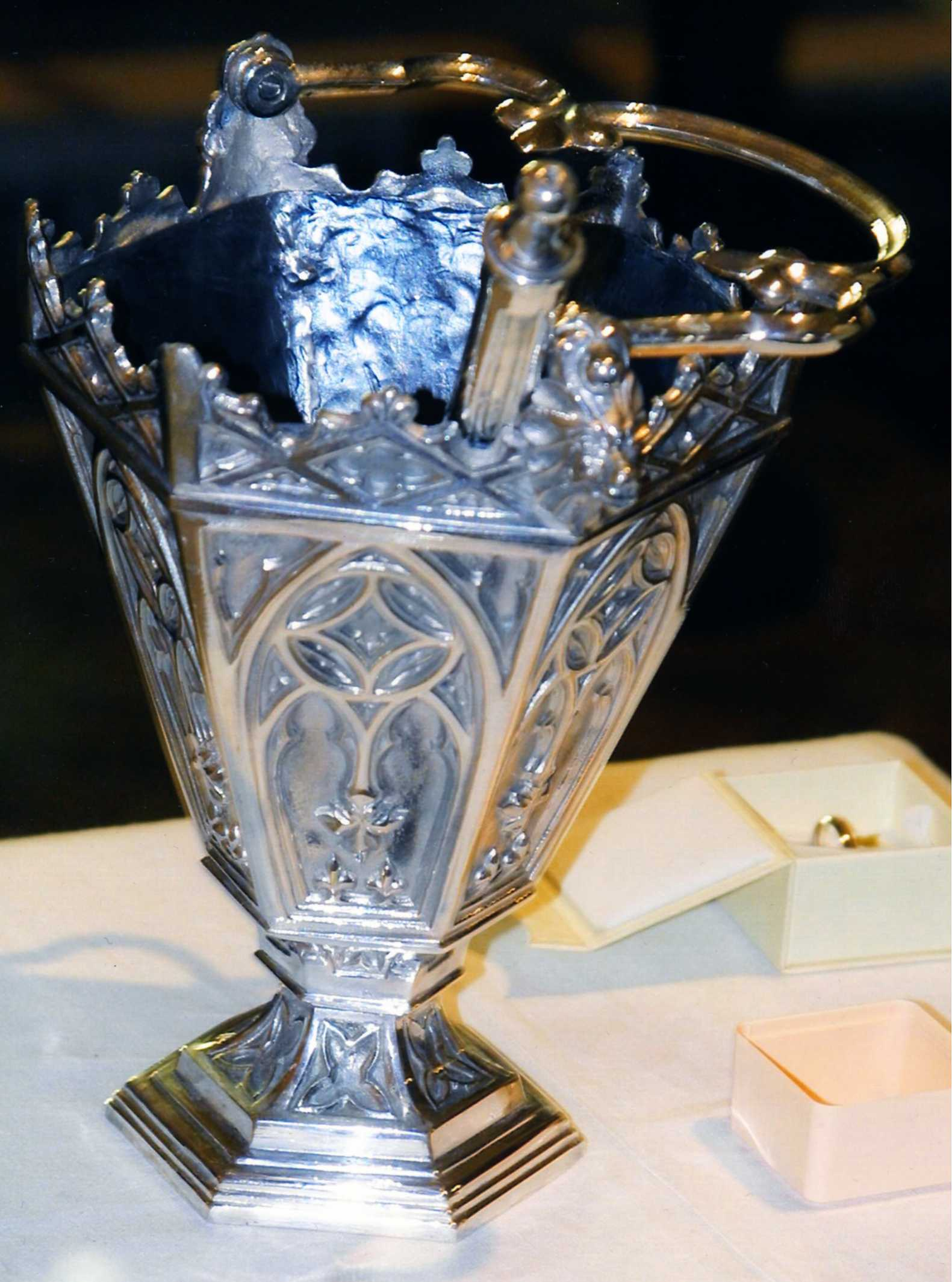
Secchiello per l'acqua benedetta

Il secchiello per l'acqua benedetta è un oggetto liturgico cattolico che si utilizza insieme all'aspersorio nel rito dell'aspersione. In latino si chiama vas cum aqua benedicta.
Il secchiello è costituito da un contenitore cavo di materiale vario, dall'oro al rame, di forma rotondeggiante e comprendente un manico, abitualmente dello stesso metallo. Al proprio interno, contiene una spugna.